# 인식의 바다

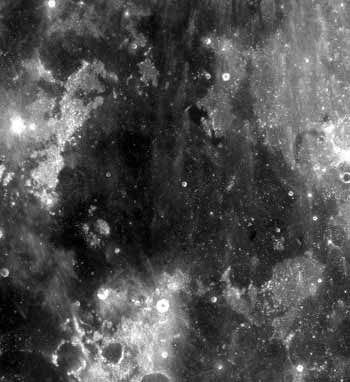
인식의 바다

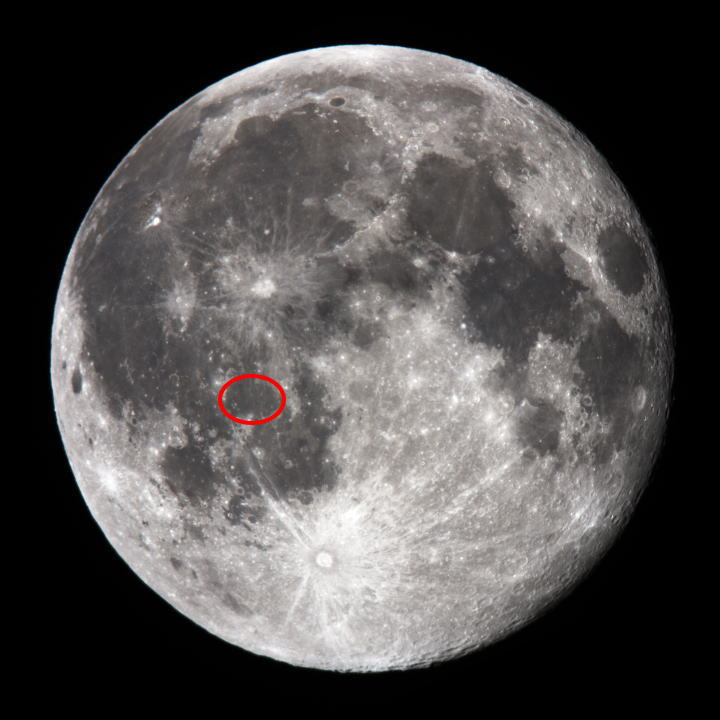
인식의 바다의 위치

인식의 바다(라틴어: Mare Cognitum, 영어: Sea That Has Become Known 또는 Known Sea)는 달의 폭풍의 대양에 위치한 달의 바다이다. 달의 앞면에 위치해 있다. 인식의 바다는 초기 임브레안 기에 형성된 분지로, 후기 임브레안 기 지층이 표면을 덮고 있다. 표면의 지층은 현무암질이다. 인식의 바다는 폭풍의 대양에서 두 번째로 큰 원형 분지이다. 1964년 미국의 무인 달 탐사선인 레인저 7호가 충돌한 곳이 인식의 바다 범위에 있었다. 직경은 376km이다.